# (13540) Kazukitakahashi
(13540) Kazukitakahashi est un astéroïde de la ceinture principale.

## Description
(13540) Kazukitakahashi est un astéroïde de la ceinture principale. Il fut découvert le 29 octobre 1991 à Kitami par Atsushi Takahashi et Kazuro Watanabe. Il présente une orbite caractérisée par un demi-grand axe de 2,36 UA, une excentricité de 0,15 et une inclinaison de 1,9° par rapport à l'écliptique.

## Compléments